# Los Bravos

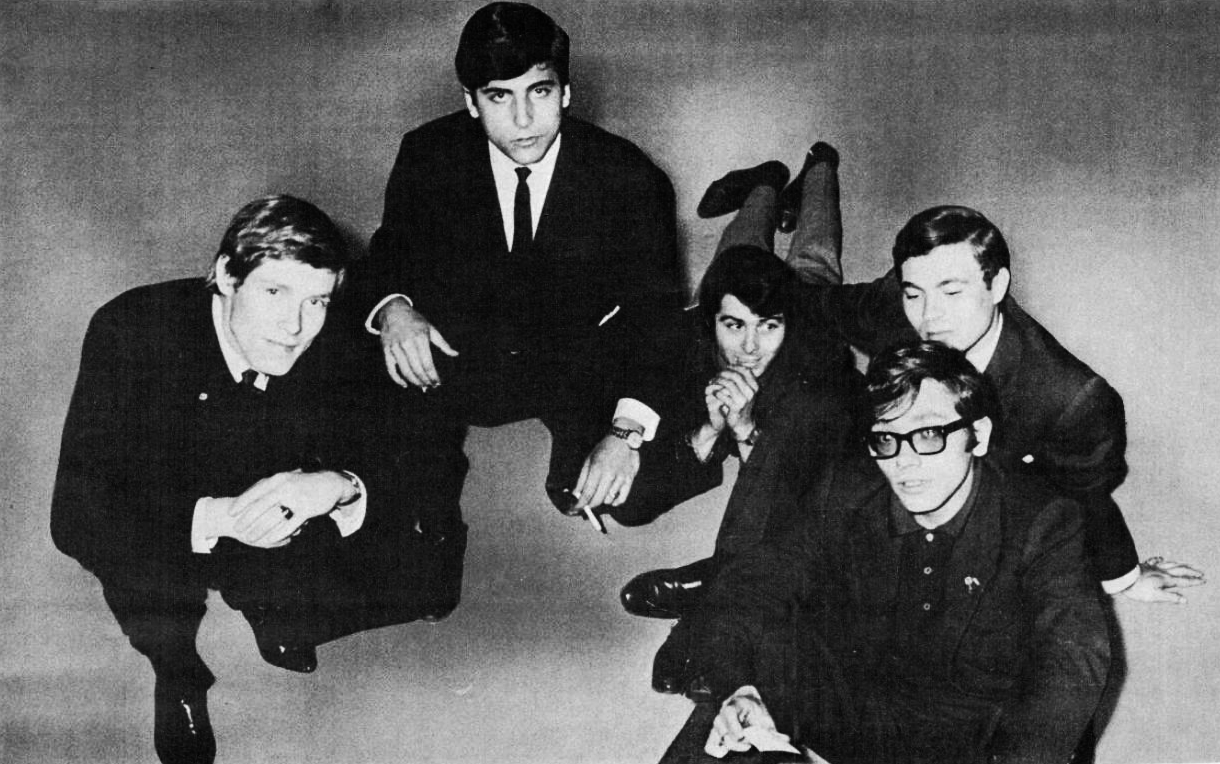
Los Bravos (1966)

Los Bravos ist eine spanische Rockgruppe, die im Jahr 1966 mit dem Sommerhit Black Is Black einen Millionenseller als One-Hit-Wonder herausbrachte.

## Bandgeschichte

Michael & The Firebirds – Der Knüller Mausi Müller

Diese Gruppe entstand 1965 aus der Fusion der Gruppen Los Sonor und Mike Rat & The Runaways. Treibende Kraft war der am 25. April 1944 in Berlin geborene Michael Kogel. Er hatte bereits 1962 die Soloplatte Sie war ein Mädchen von 17 Jahren / Ein Mädchen nach Maß (Polydor #24841) aufgenommen. 1964 trat er mit seiner Band The Fireballs oder Michael & The Firebirds in Köln im Glaspalast, einem Beatlokal im Stadtteil Ehrenfeld, auf. Dort wurde er von dem Kölner Musik-Produzenten Nils Nobach entdeckt. Nobach produzierte die erste Single der Band, Der Knüller Mausi Müller / Wir sind eine Dancing Band (Ariola #10 690), die 1964 in Mono erschien. Die A-Seite war eine deutschsprachige Coverversion von Freddie Cannons Titel Abigail Beecher. Es folgten 1965 Mein Geheimnis / Fair Play (Ariola #18438) und Lass sie gehen / Make Me Happy (Star Club #148 515). Im selben Jahr tauchte er in der Formation Mike Rat & The Runaways (mit spanischen Gruppenmitgliedern) auf der Single Um Um Um Um Um / Ja Da (EMI SCDL #69040) auf, die live im Kölner Cascade Beat Club spielte.

Los Bravos – Black Is Black

Der ehemalige Electrola-Produzent Nils Nobach brachte Michael Kogel 1966 mit der spanischen Band Los Sonor zusammen, die damals einen Sänger suchte. Mit dem französischen Musikproduzenten Alain Milhaud reisten die in Los Bravos umbenannten „Wilden“ (so die deutsche Übersetzung) auf der Suche nach geeignetem Songmaterial und einem Plattenlabel im April 1966 nach London. Dort fand man das Team Tony Hayes / Steve Wadey / Michelle Grainger, deren Mitkomponisten Hayes und Wadey ein Tonstudio im Dorf Hoo bei Rochester (Kent) besaßen, wo eine Demonstrationsaufnahme des Titels Black Is Black entstand. Es handelte sich um ihren ersten Song, den aber alle britischen Bands abgelehnt hatten. Der Song wurde noch im April 1966 von Ivor Raymonde in London zusammen mit Alain Milhaud produziert. Aus Gewerkschaftsgründen durfte nur Kogel singen, es spielten britische Sessionmusiker, darunter auch Jimmy Page. Da Kogels Stimme sehr der von Gene Pitney ähnelte, kamen später Gerüchte auf, dass Pitney an Stelle von Kogel gesungen habe. Charakteristisch ist der den Song antreibende Bass, der dem Titel den Sound eines Blue-Eyed Soul verleiht. Die Single Black Is Black / I Want a Name wurde am 17. Juni 1966 in Großbritannien (Decca F#22419) veröffentlicht und über eine Million Mal verkauft, auch dank des intensiven Airplays durch den Piratensender Radio Caroline.
Dieser orgellastige Partysong wurde zum Welthit. Er erreichte Platz zwei in den britischen Charts sowie Rang 4 in Deutschland und den Vereinigten Staaten. Einen zweiten Hit hatten sie mit dem ähnlich produzierten Titel I Don’t Care, das auf Platz 16 in der deutschen und Platz 15 in der britischen Hitparade kam. 1967 überschattete der Selbstmord des Organisten Manuel Fernandez die weitere Entwicklung der Band. 1968 stieg Michael Kogel wegen einer Solokarriere unter dem Pseudonym Mike Kennedy aus. Für ihn kamen nacheinander Bob Wright und Anthony Anderson. 1975 kehrte Mike Kennedy zu Los Bravos zurück.
Noch heute spielen Los Bravos auf Oldiefestivals.

## Bandmitglieder
- Antonio Martínez (* 3. Oktober 1945 in Madrid) – Gitarre
- Manuel Fernández (* 29. September 1943 in Sevilla; † 20. Mai 1967) – Elektronische Orgel
- Miguel Vicens Danus (* 21. Juni 1944 in Ferrol; † 12. Februar 2022 in Palma) – Bass
- Pablo Gómez Sanllehí (* 5. November 1943 in Barcelona) – Schlagzeug
- Michael Kogel (* 25. April 1944 in Berlin) – Gesang

## Diskografie
Alben
- Los Bravos (1966)
- Los chicos con las chicas (1967)
- Dame un poco de amor (1968)
- Ilustrísimos Bravos (1969)
- Los Bravos Forever (1986)